# Delegacja do Kongresu USA stanu Pensylwania

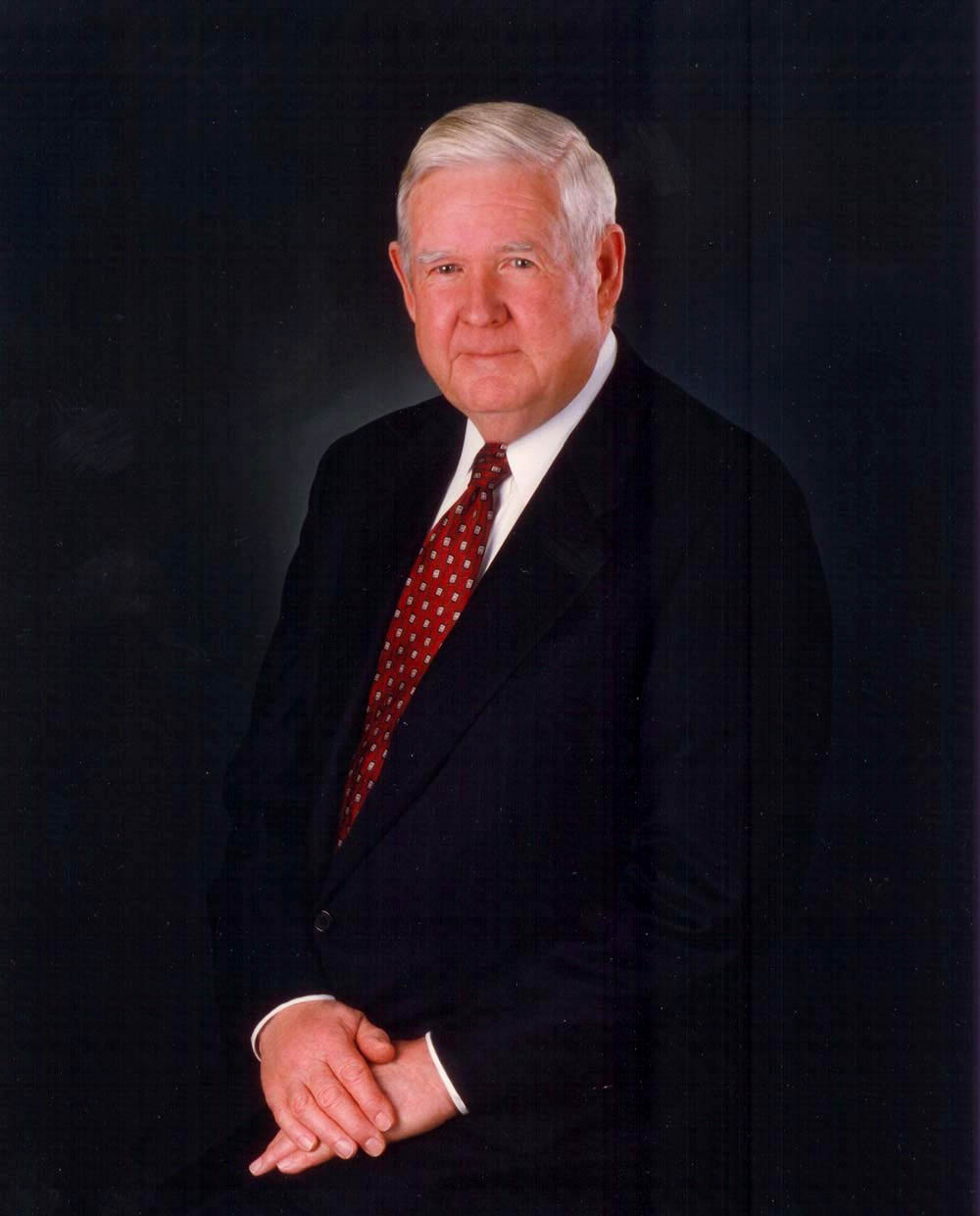
Reprezentant John Murtha jest najstarszym stażem kongresmanem ze stanu.

Delegacja do Kongresu Stanów Zjednoczonych stanu Pensylwania liczy dwudziestu jeden kongresmenów (dwóch senatorów oraz dziewiętnastu reprezentantów). Pensylwania została przyjęta jako drugi stan do Unii, a więc stanowa reprezentacja zasiada od 1. Kongresu (1789).
Czynne prawo wyborcze przysługuje tym amerykanom, którym przysługuje prawo głosu w wyborach do stanowej Izby Reprezentantów (Pennsylvania House of Representatives).

## 110. Kongres (2007-09)
W ostatnich wyborach 7 listopada 2006 wybrano dziewiętnastu reprezentantów oraz senatora 1 klasy. W wyborach przegrało czterech reprezentantów oraz senator (wszyscy Republikanie); ich miejsca zajęło pięcioro Demokratów.
W najbliższych wyborach 4 listopada 2008 mieszkańcy będą wybierać jedynie reprezentantów.
| Senat | Senat                  | Senat  | Senat           |
| Klasa | Senator Data urodzenia | Partia | Urzęduje od     |
| ----- | ---------------------- | ------ | --------------- |
| 3     | Arlen Specter          | D      | 5 stycznia 1981 |
| 1     | Bob Casey Jr.          | D      | 4 stycznia 2007 |

| Izba Reprezentantów | Izba Reprezentantów | Izba Reprezentantów | Izba Reprezentantów |
| Okręg               | Reprezentant        | Partia              | Urzęduje od         |
| ------------------- | ------------------- | ------------------- | ------------------- |
| 1                   | Bob Brady           | D                   | 19 maja 1998        |
| 2                   | Chaka Fattah        | D                   | 4 stycznia 1995     |
| 3                   | Phil English        | R                   | 4 stycznia 1995     |
| 4                   | Jason Altmire       | D                   | 4 stycznia 2007     |
| 5                   | John E. Peterson    | R                   | 7 stycznia 1995     |
| 6                   | Jim Gerlach         | R                   | 7 stycznia 2003     |
| 7                   | Joe Sestak          | D                   | 4 stycznia 2007     |
| 8                   | Patrick Murphy      | D                   | 4 stycznia 2007     |
| 9                   | Bill Shuster        | R                   | 15 maja 2001        |
| 10                  | Chris Carney        | D                   | 4 stycznia 2007     |
| 11                  | Paul E. Kanjorski   | D                   | 3 stycznia 1985     |
| 12                  | John Murtha         | D                   | 5 lutego 1974       |
| 13                  | Allyson Schwartz    | D                   | 3 stycznia 2005     |
| 14                  | Michael F. Doyle    | D                   | 4 stycznia 1995     |
| 15                  | Charlie Dent        | R                   | 5 stycznia 2005     |
| 16                  | Joseph R. Pitts     | R                   | 7 stycznia 1997     |
| 17                  | Tim Holden          | D                   | 5 stycznia 1993     |
| 18                  | Tim Murphy          | R                   | 7 stycznia 2003     |
| 19                  | Todd Russell Platts | R                   | 3 stycznia 2001     |

## Liczba kongresmenów
Zgodnie z Konstytucją stan Pensylwania otrzymał osiem miejsce w Izbie (plus dwa w Senacie). Spis powszechny w 1790 stwierdził przyrost liczby mieszkańców. Kolejne spisy potwierdzały tę tendencje, po spisie w 1910 stanowi przyznano aż 36 miejsc w Izbie (razem 38 kongresmanów). Od tego czasu liczba parlamentarzystów spada i po ostatnim spisie w 2000 Pensylwania ma jedynie 19 reprezentantów i dwóch senatorów.
| - 1789–1793 - 10 - 1793–1803 - 15 - 1803–1813 - 20 - 1813–1823 - 23 - 1823–1833 - 20 - 1833–1843 - 27 | - 1843–1853 - 26 - 1853–1863 - 27 - 1863–1873 - 26 - 1873–1883 - 29 - 1883–1893 - 30 - 1893–1903 - 32 | - 1903–1913 - 34 - 1913–1933 - 38 - 1933–1943 - 36 - 1943–1953 - 35 - 1953–1963 - 32 - 1963–1973 - 29 | - 1973–1983 - 27 - 1983–1993 - 25 - 1993–2003 - 23 - od 2003 - 21 |